# KOSDAQ
KOSDAQ (Korean Securities Dealers Automated Quotations, Корейская ассоциация участников фондового рынка) — биржевая торговая площадка в Южной Корее, созданная в 1996 году, как южнокорейский аналог Nasdaq. Данная площадка является подразделением электронной биржевой торговли Корейской биржи. В данный момент на бирже имеют листинг около 400 компаний преимущественно высокотехнологичного сектора.